# Something Wicked This Way Comes (Iced Earth)
Something Wicked This Way Comes è il quinto album degli Iced Earth, pubblicato il 7 luglio 1998 dalla Century Media.
Questo è l'album che ha dato, alla band, importanti riscontri e notorietà.

## Tracce
1. Burning Times (Barlow, Schaffer) – 3:43
2. Melancholy (Holy Martyr) (Schaffer) – 4:47
3. Disciples Of The Lie (Schaffer) – 4:03
4. Watching Over Me (Schaffer) – 4:28
5. Stand Alone (Barlow, Schaffer) – 2:44
6. Consequences (Schaffer) – 5:36
7. My Own Savior (Barlow, Morris, Schaffer) – 3:39
8. The Reaping Stone (Barlow, MacDonough, Schaffer) – 4:02
9. 1776 [instrumental] (Schaffer) – 3:33
10. Blessed Are You (Schaffer) – 5:05
11. Something Wicked: Prophecy (Schaffer) – 6:18
12. Something Wicked: Birth Of The Wicked (Schaffer) – 4:16
13. Something Wicked: The Coming Curse (Schaffer) – 9:33

## Formazione

### Iced Earth
- Matthew Barlow - voce (1994-2003)
- James McDonough - basso (1996-2004)
- Jon Schaffer – lead & rhythm guitar, backing vocals

### Ospiti
- Larry Tarnowski – Assoli di chitarra in tutti i pezzi eccetto "Watching Over Me"
- Mark Prator – batteria
- Susan McQuinn – flauto in "1776"
- Howard Helm – Piano intro di "Coming Curse"
- Tracy Marie LaBarbera – cori in "My Own Savior", "Melancholy", e "Watching Over Me"
- Jim Morris – record producer, audio engineering, tastiere, assolo di chitarra in "Watching Over Me", cori
- Roger Hughes – mandolino in "Blessed Are You"